# Малкин, Пётр Иванович
Пётр Иванович Малкин (30 сентября 1918, Тетюши — 13 января 1980, там же) — наводчик орудия 100-й гаубичной артиллерийской бригады (5-я артиллерийская дивизия, 3-я ударная армия, 1-й Белорусский фронт), младший сержант.

## Биография
Пётр Иванович Малкин родился в семье служащего в городе Тетюши Казанской губернии (в настоящее время Татарстан). Окончил 7 классов школы и зоотехнический техникум. В 1938 году проходил службу в железнодорожных войсках НКВД. В 1939 году по состоянию здоровья был демобилизован.
В мае 1942 года Тетюшским райвоенкоматом был призван в ряды Красной армии. С того же времени на фронтах Великой Отечественной войны. Участник обороны Сталинграда.
Наводчик орудия 367-го отдельного истребительно-противотанкового дивизиона (260-я стрелковая дивизия, 47-я армия, 2-й Белорусский фронт) рядовой Малкин 27 марта 1944 года в боях на подступах к городу Ковель выкатил своё орудие в боевые порядки пехоты и уничтожил около 20 солдат и офицеров противника, 2 станковых и 1 ручной пулемёты противника, чем обеспечил дальнейшее продвижение пехоты. Приказом по дивизии от 4 мая 1944 года он был награждён орденом Славы 3-й степени.
В боях за город Ковель Волынской области 5 июля 1944 года следуя с орудием в боевых порядках пехоты красноармеец Малкин уничтожил 3 огневых точки противника.

7 июля 1944 года, поддерживая пехоту, уничтожил 1 ручной пулемёт, 1 дзот и подавил огонь 2-х станковых пулемётов. 

8 июля 1944 года огнём своего орудия уничтожил 2 ручных пулемёта, снайпера и подавил огонь одной противотанковой пушки.

9 июля 1944 года уничтожил 1 ручной пулемёт и подавил огонь 3-х станковых пулемётов противника, благодаря чему, стрелковые подразделения успешно выполнили боевую задачу.

Приказом по 47-й армии от 8 августа 1944 года он был награждён орденом Славы 2-й степени.
Наводчик орудия 100-й гаубичной артиллерийской бригады младший сержант Малкин, действуя в составе расчета, за период 16—26 апреля 1945 года в боях на подступах к Берлину огнём поразил много живой силы и боевой техники противника, подавил 2 миномётных батареи и 3 узла сопротивления. Указом Президиума Верховного Совета СССР от 15 мая 1946 года он был награждён орденом Славы 1-й степени.
Младший сержант Малкин был демобилизован в январе 1946 года. Вернулся на родину, жил в городе Тетюши. В 1954 году присвоено звание младший лейтенант технической службы. Работал фельдъегерем на районном узле связи, заместителем начальника районного узла связи.
Скончался Пётр Иванович Малкин 13 января 1980 года.

## Память
- Его именем названа улица в Тетюшах.